# 霜月絹鯊
霜月 絹鯊（しもつき きぬさ、10月30日 - ）は、日本の漫画家。
イラストやコミックアンソロジーなどを中心に活動する漫画家・イラストレーターである。当初は石本理沙名義でアンソロなどで活動していたがKanonの連載を機に現在のペンネームに変更している。
血液型はO型。本人いわく、ぐうたら・大雑把・マイペースとのこと。 趣味はネット、絵、漫画（読むのも描くのも）、音楽鑑賞、ヲトメゲー、RO等々。
2006年の『Kanon ホントの想いは笑顔の向こう側に』にて商業誌初連載。2008年には『空を飛ぶ、3つの方法。』のゲーム発売先行コミカライズを担当し、2009年からは初のオリジナル作品『となりの柏木さん』の連載が開始された。

## 作品リスト

### 漫画

#### 石本理沙名義
- 月光夜 （宙出版 月姫・歌月十夜アンソロジーからの再録集 2002年）
- Dreams Kanon & AIR （宙出版 Kanon・AIRアンソロジーからの再録集 2003年）
- 相場の管理人 ラグナロクオンラインキャラクターストーリー商人編 （宙出版 アンソロジー 2003年）

#### 霜月絹鯊名義
- Kanon ホントの想いは笑顔の向こう側に（原作：Key、富士見書房『ドラゴンエイジPure』2007年、全2巻）
- 空を飛ぶ、3つの方法。 （原作：La'cryma 脚本：神夜優、角川書店『月刊コンプエース』2008年 - 2009年、全2巻）
- となりの柏木さん （芳文社『まんがタイムきららフォワード』2009年11月号 - 2016年10月号、全12巻）
  - となりの柏木さん after days （芳文社『まんがタイムきららフォワード』2019年1月号 - 2020年3月号、全2巻）
- こじらせ BOY meets GIRL! （芳文社『まんがタイムきららフォワード』2017年1月号 - 2018年10月号、全3巻）
- キミと家族になるまで （芳文社『まんがタイムきららフォワード』2020年9月号 - 2022年9月号、全3巻）

### イラスト・挿絵等
- Weiβ Schwarz （ブシロードカード）
- ef - a fairy tale of the two.（富士見書房 ノベライズ 本文挿絵）
  1. MIYAKO
  2. KEI
- シャープ「プレミアムなCOCOROBO」〈妹Ver.〉 本体イラスト